# Paperhouse (soundtrack)
Paperhouse is de originele soundtrack, gecomponeerd door Hans Zimmer voor de film Paperhouse uit 1988 van Bernard Rose. Het album werd uitgebracht in 1988 door Milan Records.

## Achtergrond
De muziek werd opgenomen in Londen in de Lillie Yard Studio en de CTS Studios. Het werd opgenomen door Al Clay en Chris Dibble. Aanvullende muziek is gecomponeerd door Stanley Myers. Filmgeluidseffecten zijn gecomponeerd door Nigel Holland. Het nummer "Faure's Requiem" werd uitgevoerd door de koorleden van de Kathedraal van Westminster. Overige credits zijn: Zimmer (keyboards) en Mel Wesson programmeur (Moog-synthesizer).
Apparatuur dat is gebruikt, waren een Fairlight Series III, Moog 55, Yamaha DX1, TX816, EMU Modular System, Oberheim Xpander en Roland MKS80.

## Tracklijst
| 1.                 | Overture *                                           | Hans Zimmer   | 6:30  |
| 2.                 | Is Anybody There? *                                  | Hans Zimmer   | 11:08 |
| 3.                 | Sanctus (From Gabriel Fauré's Requiem) **            | Gabriel Fauré | 1:44  |
| 4.                 | I'll Be Back *                                       | Hans Zimmer   | 2:20  |
| 5.                 | The Staircase **                                     | Stanley Myers | 1:46  |
| 6.                 | Me and My Daughter, We Get on Like a House on Fire * | Hans Zimmer   | 17:42 |
| Totale duur: 41:10 |                                                      |               |       |

Dirigent: Hans Zimmer * Stanley Myers **